# 하제항
하제항(下梯港)은 전라북도 군산시 옥서면 선연리에 있던 어항이다. 1974년 4월 12일 전라북도지사가 지방어항으로 지정하였으나 새만금사업으로 새만금방조제로 인하여 어항의 기능을 상실하였다.

## 시설현황
- 선착장 30m
- 주차장 시설